# Domaslav (básník)
Domaslav (také Domoslav, působil v 1. polovině 14. století) byl český hymnograf.

## Život
Domoslav byl dominikánský mnich, který žil za vlády posledních Přemyslovců a patrně ještě na počátku kralování Jana Lucemburského. 
Jeho jméno se dochovalo v akrostichu sekvence De superna yerarchia. Začátky veršů tvoří slova Domazslaus predicator. Dále je uvedeno na přípisku u rukopisu Legendy o kněžně Ludmile pocházející z roku 1416.

## Dílo
Kromě výše zmíněné sekvence De superna yerarchia, určené ke slavnosti Božího Těla, je autorem sekvence ke sv. Václavu, Dulce melos cum concentu a rýmované skladby Officium o sv. Václavu a sv. Ludmile. Je také autor intervalové tabulky (slovy vyjádřený interval mezi Vánoci a nedělí Esto mihi) v rukopisu IV D 17 Národní knihovny České republiky, jedné z první české (byť latinsky psané) komputistické příručky.
Ve stejné době však vznikla celá řada původních českých sekvencí. Je velmi pravděpodobné, že jejich autorem byl buď Domoslav přímo nebo jeho básnické škola:
- Ave, caro Christi regis (k Božímu Tělu)
- Pleno cantu cordis (k sv. Ludmile)
- Hodierne lux dici (k sv. Vojtěchu)
- Plaudant chori monachorum (k sv. Prokopu) aj.

O tom, zda je Domoslav také prvním doloženým hudebním skladatelem na českém území, se vedou spory. Nejstarší zápis textů je součástí Dražického misálu pocházejícího z roku 1340, zatímco melodie k sekvenci Dulce melos byla nalezena v sekvenciáři arcibiskupa Arnošta z Pardubic z roku 1363. Melodie ke druhé sekvenci dokonce až ve vyšehradském sborníku z druhé poloviny 15. století.